# 维尔霍·尼蒂马
维尔霍·尼蒂马（芬蘭語：Vilho Niittymaa，1896年8月19日—1979年6月29日），芬兰男子田径运动员，主攻铁饼。他曾代表芬兰参加1924年夏季奥林匹克运动会田径比赛，获得男子铁饼银牌。